# Castelfranci
Castelfranci är en ort och kommun i provinsen Avellino i regionen Kampanien i Italien. Kommunen hade 1 986 invånare (2017).
Castelfranci är en kommun i provinsen Avellino, i regionen Kampanien. Kommunen hade 1 986 invånare (2017) och gränsar till kommunerna Montemarano, Nusco, Paternopoli samt Torella dei Lombardi.